# Odwogijn Baldżinnjam
Odwogijn Baldżinnjam (mong. Одвогийн Балжинням; ur. 10 maja 1960 w somonie Naranbulag) – mongolski judoka. Dwukrotny olimpijczyk. Zajął dziewiąte miejsce w Barcelonie 1992 i trzynaste w Seulu 1988. Walczył w wadze średniej i półciężkiej.
Wicemistrz świata w 1989 i siódmy w 1983; uczestnik zawodów w 1987. Brązowy medalista mistrzostw Azji w 1991. Drugi na igrzyskach dobrej woli w 1986 roku.

## Letnie Igrzyska Olimpijskie 1988
| Konkurencja | Eliminacje           | Eliminacje           | Klas. końcowa |
| Konkurencja | Przeciwnik I         | Przeciwnik II        | Miejsce       |
| ----------- | -------------------- | -------------------- | ------------- |
| 86 kg       | Ivan Todorov (YUG) Z | Ben Spijkers (NED) P | 13.           |

## Letnie Igrzyska Olimpijskie 1992
| Konkurencja | Eliminacje             | Eliminacje            | Eliminacje            | Repasaże                    | Klas. końcowa |
| Konkurencja | Przeciwnik I           | Przeciwnik I          | 1/4                   | Przeciwnik I                | Miejsce       |
| ----------- | ---------------------- | --------------------- | --------------------- | --------------------------- | ------------- |
| 95 kg       | Joseph Ndjumbi (GAB) Z | Jorge Aguirre (ARG) Z | Paweł Nastula (POL) P | Robert Van de Walle (BEL) P | 9.            |